# Microtis graniticola
Microtis graniticola là một loài thực vật có hoa trong họ Lan. Loài này được R.J.Bates mô tả khoa học đầu tiên năm 1996.